# Emánuel Lebrecht anhalt–kötheni herceg
Emánuel Lebrecht anhalt–kötheni herceg (Köthen, 1671. május 20. – Köthen, 1704. május 30.) Stollberg–Wernigerode-i Anna Eleonóra és Emánuel anhalt–kötheni herceg fia. 1671 és 1704 között, tehát születésétől haláláig Anhalt–Köthen hercege volt.